# Матвієць Володимир Павлович
Володи́мир Па́влович Матвіє́ць (2002—2023) — український військовий, учасник російсько-української війни.

## Життєпис
Народився 21 травня 2002 року. Проживав у місті Шаргород Вінницької області. Закінчив школу та фаховий коледж. Хотів створити сім'ю, однак встиг лише освідчитися коханій.
З перших днів повномасштабного вторгнення долучився до лав національної гвардії. Служив у 12-ій бригаді спеціального призначення НГУ «Азов»; водій кулеметного відділення кулеметного взводу.
Загинув 28 серпня 2023 року в районі Кремінної.
Похований 22 жовтня 2023 року на Алеї Героїв Шаргородського кладовища.

## Нагороди
- Орден «За мужність» III ступеня[3].